# Eleutherodactylus pipilans
Espèce
Synonymes
- Syrrhophus pipilans Taylor, 1940
- Syrrhophus nebulosus Taylor, 1943

Statut de conservation UICN

 LC  : Préoccupation mineure
Eleutherodactylus pipilans est une espèce d'amphibiens de la famille des Eleutherodactylidae.

## Répartition
Cette espèce se rencontre de 100 à 800 m d'altitude au Mexique dans les États de Guerrero, d'Oaxaca et du Chiapas et au Guatemala dans le département de Sacatepéquez.

## Description
Les mâles mesurent de 22,6 à 28,5 mm et les femelles de 21,1 à 29,4 mm.

## Publication originale
- Taylor, 1940 : A new Syrrophus from Guerrero, Mexico. Proceedings of the Biological Society of Washington, vol. 53, p. 95-98 (texte intégral).